# Podpierśnik

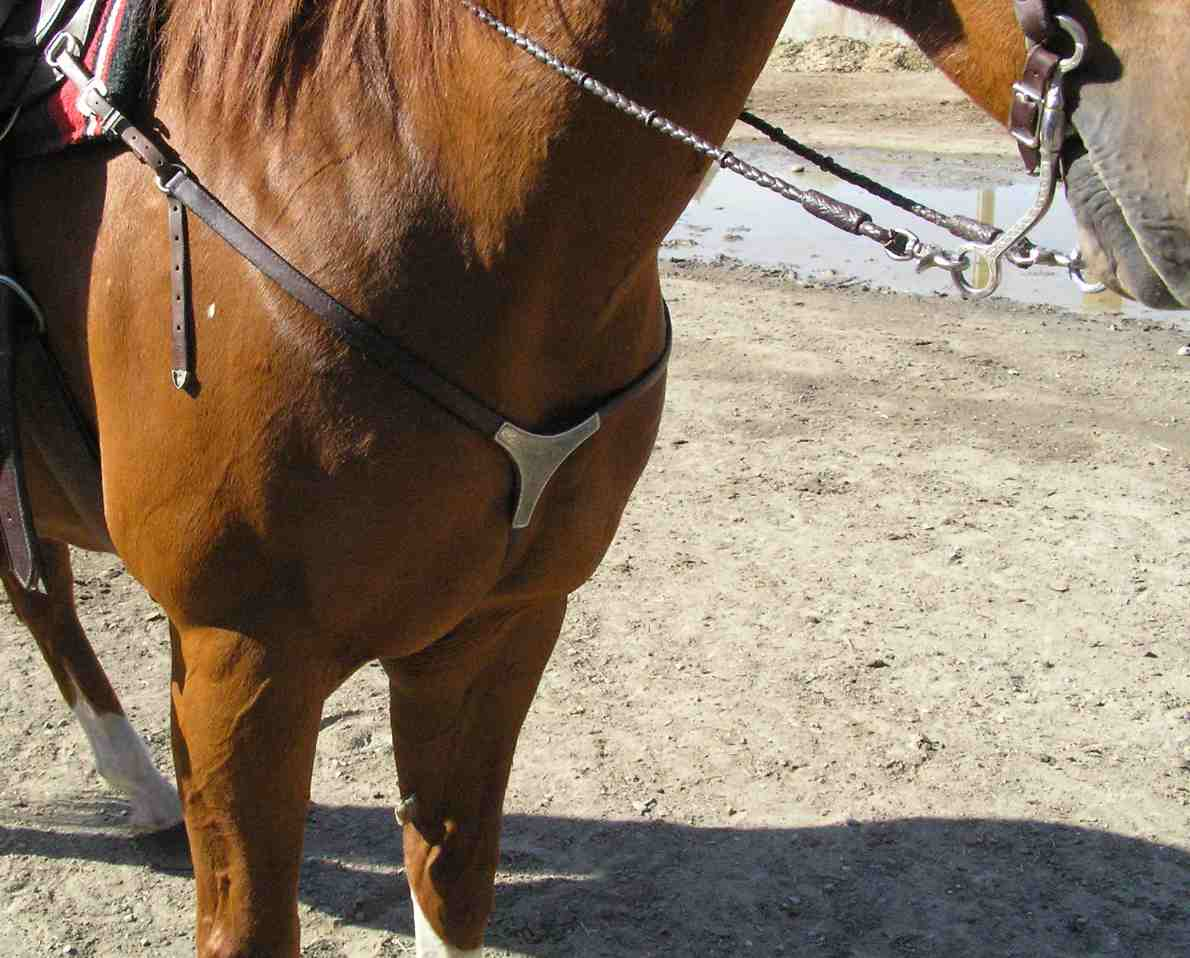
Podpierśnik w stylu west

Podpierśnik – część rzędu jeździeckiego, mylnie określana często mianem napierśnika z którym jednak dzieli funkcje zapobiegania zsuwania się siodła do tyłu, co może być spowodowane budową konia (np. mocnym wykłębieniem) lub uprawianą dyscypliną jeździecką taką jak: skoki przez przeszkody, WKKW.
Podpierśnik ma kształt litery Y – boczne ramiona mocuje się do pierścieni siodła, zaś łączący je pas przebiega między przednimi nogami konia i zaczepiany jest do popręgu. Długość wszystkich pasów jest regulowana. Miejsce w którym się one łączą nazywa się rozetą – zazwyczaj jest to metalowy pierścień na skórzanej podkładce. Do rozety bywa dopinany wytok, dzięki czemu podpierśnik może łączyć dwie funkcje. 
Podpierśniki na ogół wykonywane są ze skóry – w całości, lub z ramionami z gumowej taśmy, a do siodła mogą być dopinane na sprzączki i karabińczyki. Są także podpierśniki wykonywane z tworzywa PCW, wykorzystywane m.in. w rajdach długodystansowych, razem z podobnymi ogłowiami. 
Odmianą jest tzw. podpierśnik myśliwski – z poprzeczką łączącą ramiona i leżącą przed kłębem konia, w zagłębieniu na końcu szyi przed kłębem konia (tzw. wcięciu siekiery). Swoje podpierśniki mają również miłośnicy stylu western.